# 贝尔蒙特 (昆卡省)
贝尔蒙特，是西班牙卡斯蒂利亚-拉曼恰昆卡省的一个市镇。总面积为93平方公里，2001年统计的总人口为2399人，人口密度26人/平方公里。